# Paratya compressa
Paratya compressa (лат.) — вид креветок из семейства Atyidae.

## Распространение
Корейский полуосторов, Япония, Дальний Восток России. Под названием Paratya borealis был описан с территории Приморского края России. Амфидромная креветка является единственной известной речной креветкой Дальнего Востока России. Находки из реки Улунча (современное название — Андреевка), впадающей в залив Посьета Японского моря, являются одним из наиболее северных обнаружений представителей семейства Atyidae.

## Описание
Мелкие креветки длиной от 35 до 50 мм, окрашены в желтовато-коричневый цвет. Амфидромный вид; для завершения развития личинкам требуется повышенная соленость. Зрелые особи P. compressa были обнаружены в реках, впадающих в Японское море, на расстоянии около 2—3 км от моря и устья реки. Креветки наблюдались сидящими на водной траве, пучках водорослей или прячущимися под скоплениями затопленных веток и коряг, предпочитая места с умеренным течением. Промыслового значения не имеют, но содержатся в аквариумах.

## Таксономия
Вид был впервые описан в 1844 году и в дальнейшем переописан под другим названием. В 2018 году таксон Paratya borealis признан в качестве младшего синонима вида Paratya compressa, однако и в 2023 году некоторые научные базы данных продолжают рассматривать его в качестве самостоятельного вида.